# Roger al III-lea al Siciliei
Roger al III-lea (n. 1175, Italia – d. 24 decembrie 1193, Palermo, Regatul Siciliei) a fost nobil normand din dinastia Hauteville, devenit duce de Apulia (probabil din 1189).
Roger era fiul și moștenitorul regelui Tancred al Siciliei cu Sibila de Acerra. El a fost numit duce de Apulia, când a preluat moștenirea tatălui său.
În 1193, tatăl său, Tancred de Lecce, devenit rege al Siciliei, a aranjat căsătoria lui Roger cu Irina Angelina, fiica împăratului bizantin Isaac al II-lea Angelos. În continuare, Tancred l-a încoronat pe fiul său, care a devenit astfel co-rege. Roger a murit la finele aceluiași an, cu puțină vreme înaintea morții tatălui său din 20 februarie 1194. Fratele său mai mic, Guillaume a preluat tronul Siciliei sub regența mamei lor, Sibila de Acerra.
La 20 noiembrie 1194, împăratul Henric al VI-lea de Hohenstaufen a pătruns în Palermo, iar în 25 decembrie Guillaume a fost deposedat de titlurile sale. În 1197, văduva lui Roger, Irina, s-a căsătorit cu fratele lui Henric al VI-lea, Filip de Suabia.
1. 1 2  The Peerage